# Mã ATC C07
Bản mẫu:ATC code C
Mã ATC C07 Các tác chất chẹn beta là một phân nhóm điều trị của Hệ thống phân loại giải phẫu - điều trị - hoá học, một hệ thống mã chữ và số phát triển bởi tổ chức Y tế Thế giới dành cho việc phân loại các thuốc và các sản phẩm y khoa khác. Phân nhóm C07 là một thành phần của nhóm theo giải phẫu C Hệ tim mạch.

Mã phục vụ thú y (mã ATCvet) có thể được thành lập bằng cách đặt chữ Q phía trước mã ATC người: QC07... Mã ATCvet không có mã ATC ở người tương ứng được ghi chú với chữ cái đầu là Q trong danh sách sau đây.
Các ấn bản quốc gia về phân loại ATC có thể có thêm những mã không có trong danh sách theo phiên bản của tổ chức Y tế Thế giới này.

## C07A Các tác chất chẹn beta

### C07AA Cáctác chất chẹn beta, không chọn lọc
C07AA01 Alprenolol
C07AA02 Oxprenolol
C07AA03 Pindolol
C07AA05 Propranolol
C07AA06 Timolol
C07AA07 Sotalol
C07AA12 Nadolol
C07AA14 Mepindolol
C07AA15 Carteolol
C07AA16 Tertatolol
C07AA17 Bopindolol
C07AA19 Bupranolol
C07AA23 Penbutolol
C07AA27 Cloranolol
C07AA57 Sotalol kết hợp
QC07AA90 Carazolol

### C07AB Các tác chất chẹn beta, chọn lọc
C07AB01 Practolol
C07AB02 Metoprolol
C07AB03 Atenolol
C07AB04 Acebutolol
C07AB05 Betaxolol
C07AB06 Bevantolol
C07AB07 Bisoprolol
C07AB08 Celiprolol
C07AB09 Esmolol
C07AB10 Epanolol
C07AB11 S-atenolol
C07AB12 Nebivolol
C07AB13 Talinolol
C07AB52 Metoprolol kết hợp
C07AB57 Bisoprolol kết hợp

### C07AG Các tác chất chẹn alpha và beta
C07AG01 Labetalol
C07AG02 Carvedilol

## C07B Các tác chất chẹn beta và các thiazide

### C07BA Các tác chất chẹn beta, không chọn lọc, và các thiazide
C07BA02 Oxprenolol và các thiazide
C07BA05 Propranolol và các thiazide
C07BA06 Timolol và các thiazide
C07BA07 Sotalol và các thiazide
C07BA12 Nadolol và các thiazide
C07BA68 Metipranolol và các thiazide, kết hợp

### C07BB Các tác chất chẹn beta, chọn lọc, và các thiazide
C07BB02 Metoprolol và các thiazide
C07BB03 Atenolol và các thiazide
C07BB04 Acebutolol và các thiazide
C07BB06 Bevantolol và các thiazide
C07BB07 Bisoprolol và các thiazide
C07BB12 Nebivolol và các thiazide
C07BB52 Metoprolol và các thiazide, kết hợp

### C07BG Các tác chất chẹn alpha và beta và các thiazide
C07BG01 Labetalol và các thiazide

## C07C Các tác chất chẹn beta và cácthuốc lợi tiểukhác

### C07CA Các tác chất chẹn beta, không chọn lọc, và các thuốc lợi tiểu khác
C07CA02 Oxprenolol và các thuốc lợi tiểu khác
C07CA03 Pindolol và các thuốc lợi tiểu khác
C07CA17 Bopindolol và các thuốc lợi tiểu khác
C07CA23 Penbutolol và các thuốc lợi tiểu khác

### C07CB Các tác chất chẹn beta, chọn lọc, và các thuốc lợi tiểu khác
C07CB02 Metoprolol và các thuốc lợi tiểu khác
C07CB03 Atenolol và các thuốc lợi tiểu khác
C07CB53 Atenolol và các thuốc lợi tiểu khác, kết hợp

### C07CG Các tác chất chẹn alpha và beta và các thuốc lợi tiểu khác
C07CG01 Labetalol và các thuốc lợi tiểu khác

## C07D Các tác chất chẹn beta các thiazide và các thuốc lợi tiểu khác

### C07DA Các tác chất chẹn beta, không chọn lọc, các thiazide và các thuốc lợi tiểu khác
C07DA06 Timolol, các thiazide và các thuốc lợi tiểu khác

### C07DB Các tác chất chẹn beta, chọn lọc, các thiazide và các thuốc lợi tiểu khác
C07DB01 Atenolol, các thiazide và các thuốc lợi tiểu khác

## C07F Các tác chất chẹn beta và cácthuốc chống tăng huyết ápkhác

### C07FA Các tác chất chẹn beta, không chọn lọc, và các thuốc chống tăng huyết áp khác
C07FA05 Propranolol và các thuốc chống tăng huyết áp khác

### C07FB Các tác chất chẹn beta, chọn lọc, và các thuốc chống tăng huyết áp khác
C07FB02 Metoprolol và các thuốc chống tăng huyết áp khác
C07FB03 Atenolol và các thuốc chống tăng huyết áp khác
C07FB07 Bisoprolol và các thuốc chống tăng huyết áp khác